# 珍宝岛
46°29′08″N 133°50′40″E / 46.48556°N 133.84444°E

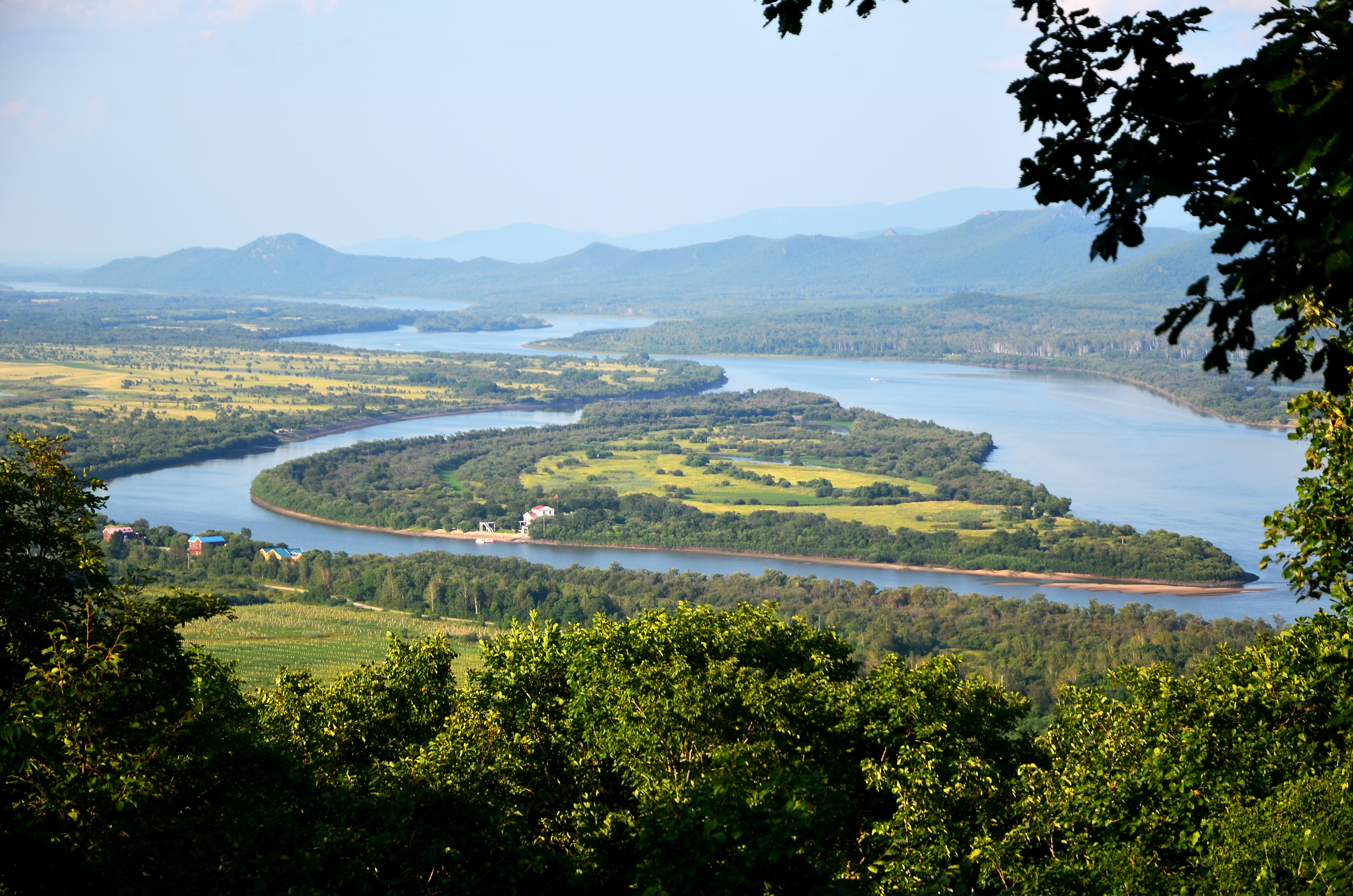
从高处俯视珍宝岛

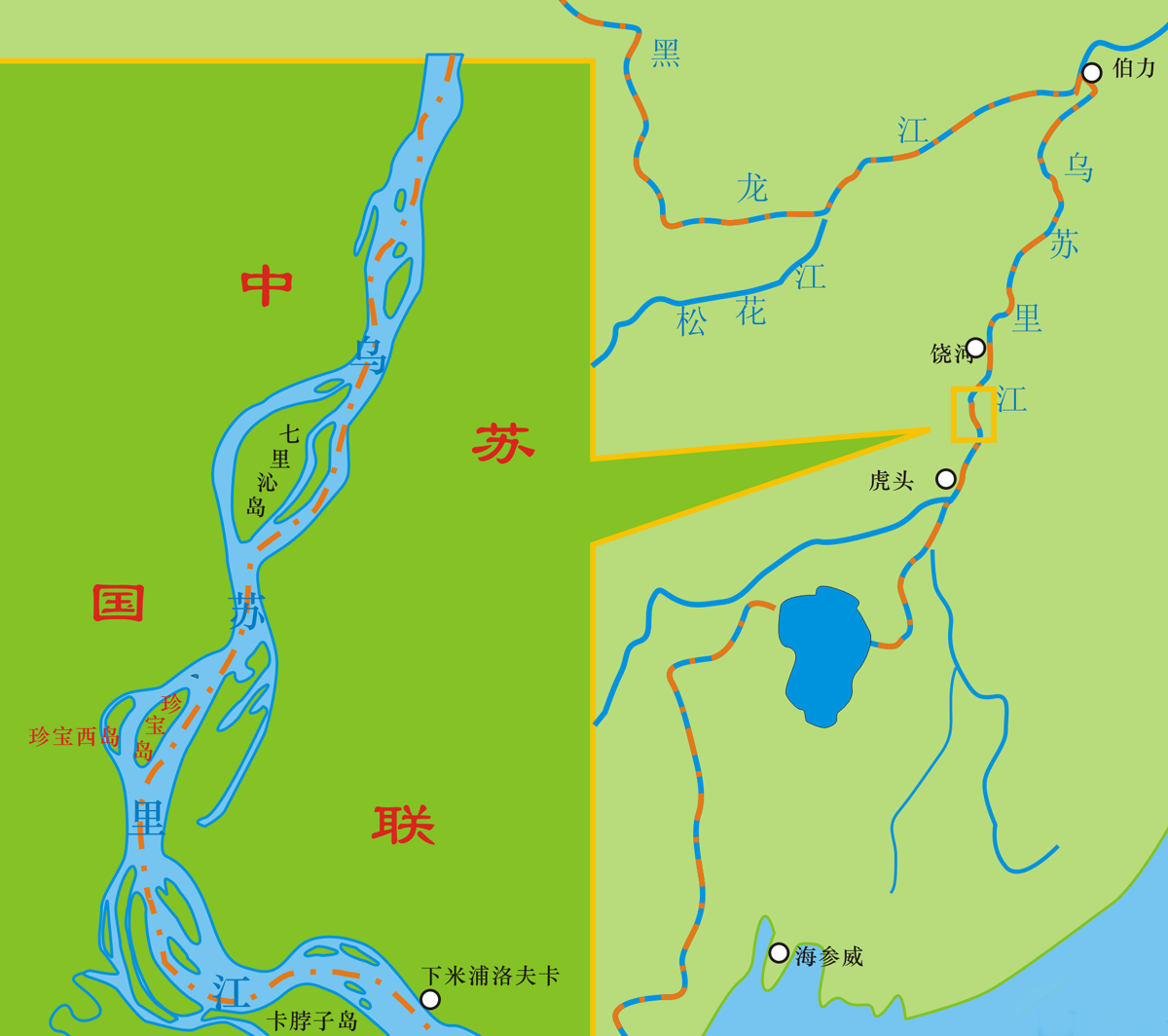
珍宝岛位置

珍宝岛，俄罗斯称达曼斯基岛（羅馬化：Damansky），位于中国黑龙江省鸡西市虎林市，中俄界河乌苏里江主航道中心线中国一侧，全岛面积0.74平方公里，长1700米，宽500米。距西岸200米，距东岸300米。地理坐标为46°29′08.13″N 133°50′40.04″E / 46.4855917°N 133.8444556°E。该岛在枯水期和中方陆地相连。

## 历史

### 珍宝岛事件
1969年，中华人民共和国和苏联曾因珍宝岛归属问题于在岛上发生武装冲突。中苏双方均声称是对方先行开火，并都宣布在此次冲突中取得了胜利。1991年俄羅斯聯邦承認該島歸屬中國。

### 苏联解体后
2005年4月27日，中国全国人大批准《中华人民共和国和俄罗斯联邦关于中俄国界东段的补充协定》。2005年5月20日，俄罗斯国家杜马表决批准该协议。根据该协议，珍宝岛是中国的领土。目前岛上环岛公路两旁的树丛下还埋着当年双方布下的2000多枚反坦克地雷，大雨过后有些还会露出地表。